# Elacatinus oceanops
Espèce
Elacatinus oceanops est une espèce de gobies de la sous-famille des Gobiinae.

## Description

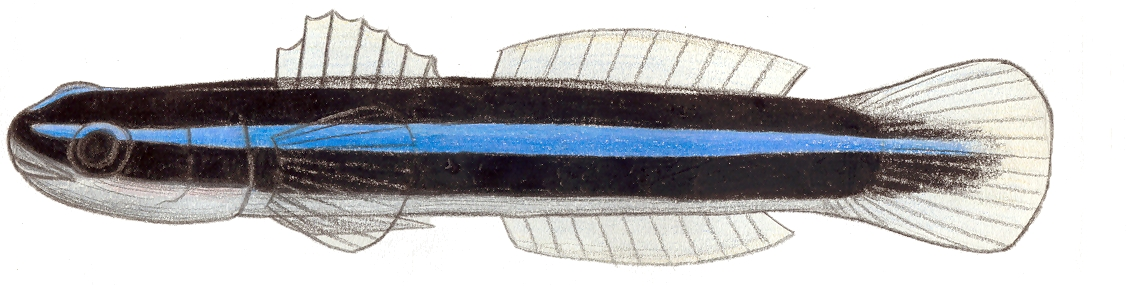
Elacatinus oceanops

Comme les autres membres du genre Elacatinus, il est appelé gobie néon, en raison de ses reflets métalliques.

Il mesure jusqu'à 5,0 cm (pour le mâle).

## Répartition et habitat
On le trouve à l'ouest de l'Atllantique, du sud de la Floride au Texas, et au sud jusqu'au Belize. Il est également présent en aquarium, tout comme les autres espèces du genre Elacatinus.

## Taxinomie
Le taxon Elacatinus oceanops est synonyme de Gobiosoma oceanops (Jordan, 1904).